# Escara

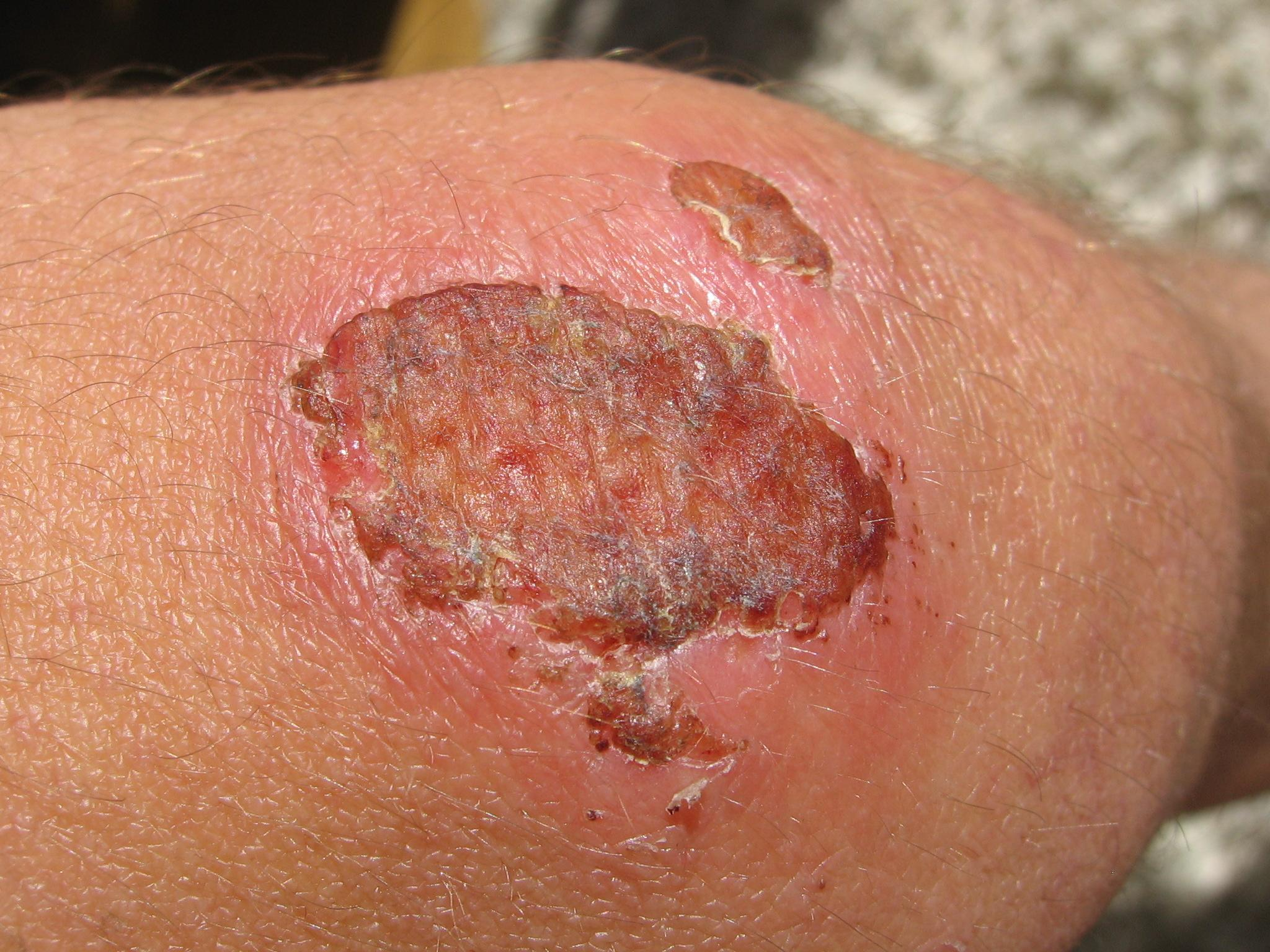
Escara

L'èscara è una porzione di tessuto andata incontro a fenomeni necrotici e ben delimitata dal circostante tessuto sano. Nel processo di guarigione è destinata a essere sostituita da una cicatrice.
Il termine deriva dal tardo latino eschăra, a sua volta derivato dal greco έσχάρα.

## Eziologia
La causa principale della formazione di escara sono le ustioni. Può tuttavia essere dovuta ad altre condizioni cliniche quali lesioni cutanee da decubito, vascolari o diabetiche, e infezione cutanea da antrace e herpes zoster. Può essere segno della presenza di tifo fluviale giapponese.

## Clinica
La consistenza può essere friabile o mostrarsi dura come il cuoio; è spesso contornata da tessuto eritematoso o fibrina.

## Trattamento
La sua rimozione chirurgica, che avviene tramite escarotomia o con toilette chirurgica o debridement, lascia un'ulcerazione più o meno profonda la cui guarigione comporta la comparsa di una cicatrice. Nel caso non si infetti e rimanga secca l'intervento è sconsigliato. Sono inoltre possibili trattamenti locali a base di sostanze chiamate idrogeli in grado di sciogliere nel tempo l'escara e facilitarne la successiva rimozione senza l'utilizzo di trattamento chirurgico.